# Закумське
Закумське́ —  село в Україні, у Степанівській селищній громаді Сумського району Сумської області. Населення становить 78 осіб. До 2020 орган місцевого самоврядування — Косівщинська сільська рада.

## Географія
Село Закумське знаходиться на правому березі річки Сумка, вище і нижче за течією на відстані 1 км і на протилежному березі розташоване селище Степанівка.

## Історія

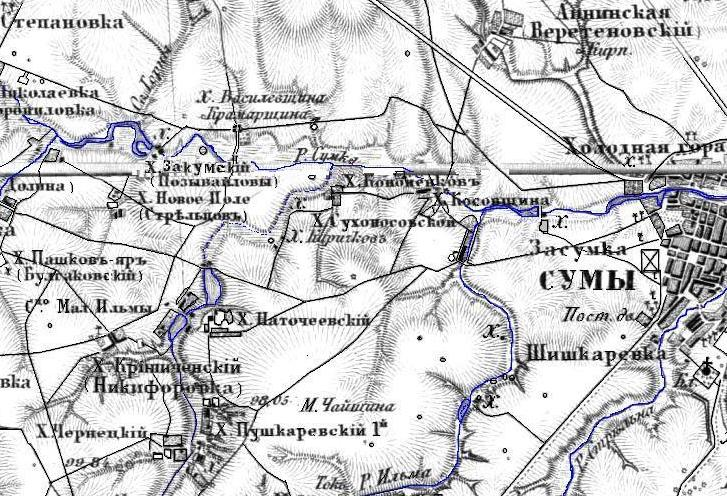
Хутір Закумське (Позивайлови) на карті ХІХ століття.

Село відоме принаймні з початку 1800-рр. як хутір Закумське або Позивайлови, а пізніше і як Запорозького. На 1864 рік налічувало 4 двори і близько 40 жителів. З часом хутір Закумське злився з сусіднім хутором Нове Поле (Стрільців). У 1930-х рр населення села становило 31 осіб.
12 червня 2020 року, відповідно до розпорядження Кабінету Міністрів України № 723-р «Про визначення адміністративних центрів та затвердження територій територіальних громад Сумської області», село увійшло до складу Степанівської селищної громади.
19 липня 2020 року, в результаті адміністративно-територіальної реформи та ліквідації Сумського району(1923—2020), увійшло до складу новоутвореного Сумського району.